# Listownica
Listownica (Laminaria) – rodzaj glonów z klasy brunatnic.

## Budowa
Makroglon. Sporofit budową zewnętrzną przypomina wielki (długość kilku metrów) liść ogonkowy, przyczepiony do podłoża (części: liściokształtna (fylloid), łodygokształtna (kauloid) i chwytnikowa (ryzoid)). Gametofity mikroskopijne, tworzące nalot przypominający filc, dwupienne, wykazują dymorfizm płciowy. Osobniki męskie zbudowane są z licznych i drobnych komórek, są rozgałęzione i szybko rosnące. Gametofity żeńskie wolniej rosną i zbudowane są z mniejszej liczby większych komórek (w skrajnym przypadku - z jednej wydłużonej komórki).
Ryzoidy najczęściej rozgałęzione, rzadziej dyskowate. Kauloid cylindryczny lub spłaszczony, czasem rurowaty. U niektórych gatunków zauważalne pierścienie przyrostów rocznych, analogiczne do słojów. Fylloid zawsze pojedynczy, ale może być podzielony na mniejsze płaty, zwykle gładki (rzadko pomarszczony czy pogięty), bez podłużnych żeber. Pomiędzy nim a kauloidem znajduje się merystem. W ten sposób nowe tkanki fylloidu przyrastają od strony kauloidu, podczas gdy stare znajdują się na obrzeżach i z czasem zamierają.
Ciało zróżnicowane na tkanki, występują komórki przypominające komórki sitowe. Podobnie jak inne brunatnice, ma w ścianie komórkowej celulozę i pektyny, a również szczególnie dużo alginy (20-60% suchej masy).
Jednokomórkowe, maczugowate zarodnie z pojedynczymi, jednokomórkowymi wstawkami, są skupione w sori, położonych na obu stronach fylloidu. Zoospory z pojedynczym chloroplastem, bez plamki ocznej.
Plemnie zebrane w skupienia na końcach rozgałęzień męskich gametofitów. Jednokomórkowe. Bezbarwne.

## Biologia
Większość gatunków jest wieloletnia – sporofity żyją od dwóch do kilkunastu lat, przy czym fylloid ulega co roku regeneracji. Zarodnie wytwarzają po 32 haploidalne zoospory (gonozoospory, czyli mejospory). Z zarodników kiełkują mikroskopijne, jedno- lub kilkukomórkowe, nitkowate gametofity. Osobniki tego pokolenia są dwupienne. Każda plemnia wytwarza po jednym dwuwiciowym spermatozoidzie. Osobniki żeńskie z dużym chromosomem X. Każda ich komórka może przekształcić się w lęgnię wytwarzającą komórkę jajową. Rozmnażanie płciowe na drodze oogamii. Gametogeneza indukowana przez niebieskie światło, a hamowana przez niekorzystną temperaturę (za niską lub za wysoką) lub niedobór biogenów (w tym żelaza). Komórki jajowe wydostają się z lęgni zwykle tuż po zmroku, pozostając z nią połączone. W tym czasie wydzielany jest lamoksyren, pełniący funkcję feromonu zarówno inicjującego uwalnianie spermatozoidów, jak i przywabiającego je do komórek jajowych. Zygota zawiera ojcowskie centriole i matczyne chloroplasty i mitochondria. Możliwa partenogeneza, która może być związana z brakiem centrioli. Zygota kiełkuje, tworząc tkankowy sporofit (heteromorficzna przemiana pokoleń).
Zwykle intensywny wzrost wiosną, a latem i jesienią wytwarzanie zarodni. W rozwoju fylloidu i zarodni zauważono fotoperiodyzm, przy czym niektóre gatunki zachowują się jak rośliny krótkiego dnia. Na rozwój wpływ ma również temperatura i dostępność substancji pokarmowych.

## Występowanie, ekologia i wykorzystanie

Płat listownic u wybrzeży Irlandii

Przedstawiciele rodzaju występują w litoralu północnego i południowego Atlantyku oraz północnego Pacyfiku. W wodach strefy klimatu umiarkowanego i polarnego tworzą lasy wodorostów poniżej najniższego poziomu odpływu. Te zbiorowiska bywają pustoszone w przypadku eksplozywnego wzrostu liczebności żywiących się makroglonami jeżowców (co może nastąpić w wyniku przeeksploatowania populacji ich drapieżników – homarów).
Jest surowcem do produkcji preparatów jodu (który odkłada się jako kryształki jodków wewnątrz komórek) oraz kwasu alginowego. Zbierana przez mieszkańców terenów nadmorskich, jest stosowana jako pasza dla zwierząt oraz nawóz, a czasem bywała stosowana jako roślina lecznicza przy niedoborze jodu. W farmakopeach jako surowiec zielarski funkcjonuje Stipites Laminariae. 

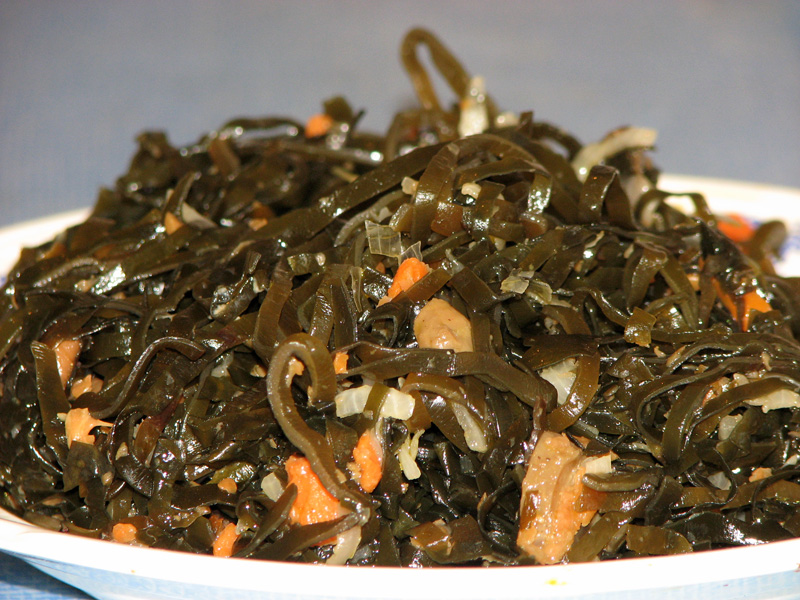
Sałatka z kapusty morskiej

We wschodniej Azji jest także wykorzystywana jako pożywienie (kombu). Spożywanie Laminarii japonici w prowincji Fujian jest potwierdzone od czasów dynastii Song. Mingowska Encyklopedia korzeni i roślin - Bencao gangmu Li Shizhena wymienia tę listownicę wśród innych glonów jadanych w XVI w. w Chinach. W 701 pierwszy japoński zbiór praw - kodeks cesarza Taihō - wymienia listownice jako jeden z produktów, którymi płacono władcy podatki. Do gatunków jadanych w Japonii należą L. angustata, L. cichorioides, L.  diabolica, L.japonica, L.digitata, L. ochotensis, L. religiosa i L. yezoensis. Oprócz pozyskiwania z naturalnych stanowisk, listownice są w Chinach i Japonii uprawiane. W latach 80. XX w. szacowano roczny zbiór na 2 mln ton świeżej masy.
W Europie listownice jadane są rzadko, Laminaria digitata była spożywana w Szkocji (tangle), a Laminaria saccharina w Wielkiej Brytanii, Francji i Irlandii, głównie w przeszłości w czasach głodu (kapusta morska).

## Systematyka

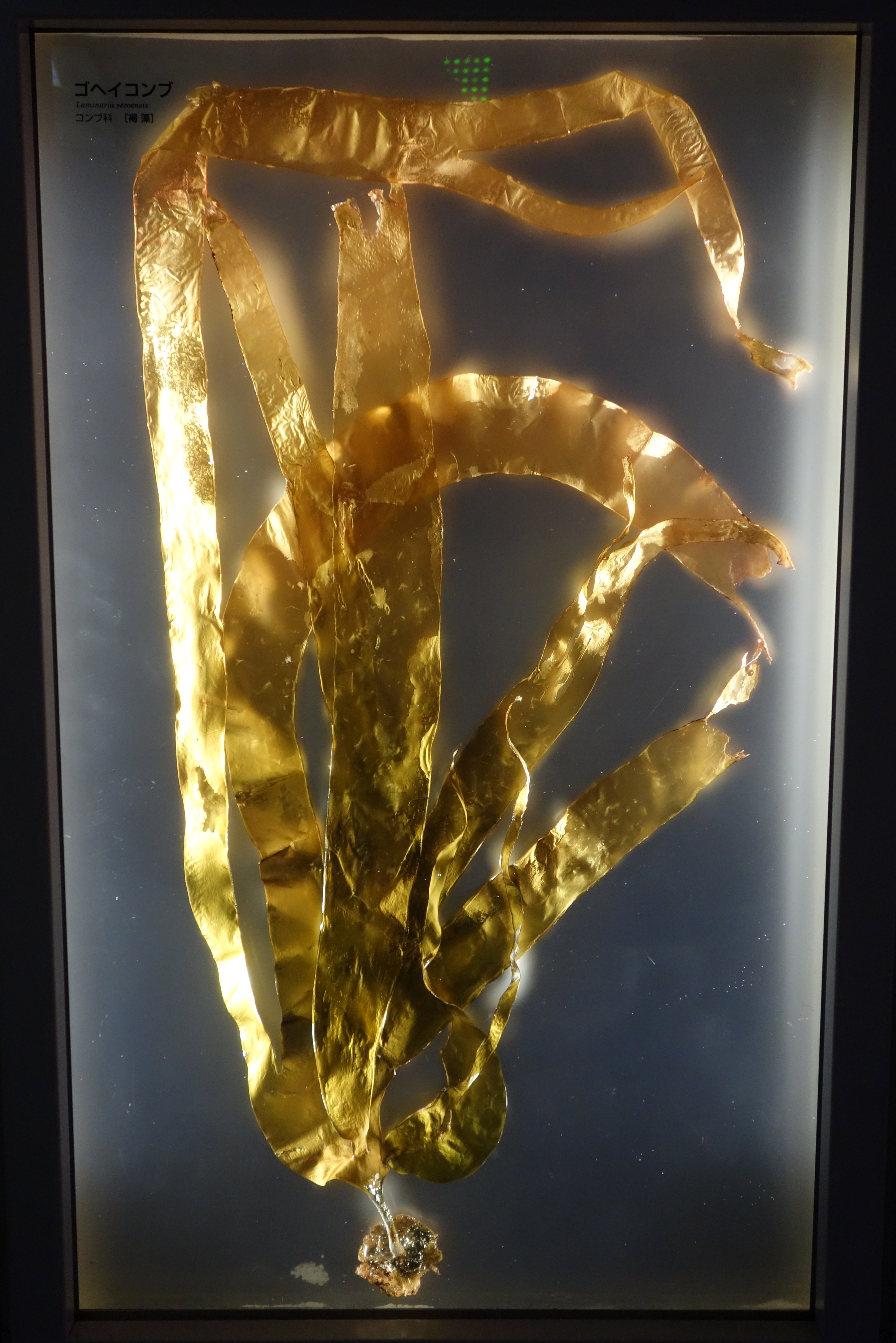
Laminaria yezoensis

Pozycja systematyczna rodzaju według serwisu AlgaeBase:
- cesarstwo: Eukaryota
  - królestwo: Chromista
    - gromada (typ): Ochrophyta
      - klasa Phaeophyceae
        - rząd Laminariales
          - rodzina Laminariaceae
            - rodzaj Laminaria

Rodzaj wyodrębnił Jean Vincent Félix Lamouroux z rodzaju Fucus, przy czym zaliczył do niego m.in. Fucus pyriferus, jako Laminaria pyrifera, później wyodrębniony do rodzaju Macrocystis. Przez długi czas rodzaj dzielono na sekcje opierając się na budowie części liściokształtnej: Digitatae, Fasciatae i Simpliceae, był to jednak podział sztuczny. Istotną przebudowę systematyki rodzaju zaproponował w 2006 r. zespół Christophera Evansa Lane’a, m.in. wyodrębniając część gatunków do rodzaju Saccharina.
W serwisie AlgaeBase wiosną 2014 r. zgromadzono 264 taksonów podrzędnych (gatunków i odmian) wobec rodzaju Laminaria, z czego potwierdzony status miało wówczas 25 z nich, podczas gdy większość pozostałych uznano za synonimy innych gatunków listownicy lub innego rodzaju, ewentualnie jeszcze nie potwierdzono ich statusu:
- Laminaria abyssalis
- Laminaria agardhii f. vittata (podczas gdy właściwa L. agardhi została uznana za synonim Saccharina latissima)
- Laminaria belvisii
- Laminaria bongardiana var. palmata i L. bongardiana forma eliptica (podczas gdy właściwa L. bongardiana została przemianowana na Saccharina bongardiana)
- Laminaria brasiliensis
- Laminaria bulbosa var. nodipes, var. linearis, var. brevipes, var. gymnopoda (podczas gdy właściwa L. bulbosa została uznana za synonim Saccorhiza polyschides)
- Laminaria bullata
- Laminaria cordata
- Laminaria cornea
- Laminaria cuneifolia
- Laminaria debilis var. dictyotoides (podczas gdy właściwa L. debilis została uznana za synonim Petalonia fascia var. debilis)
- Laminaria digitata (wraz z kilkoma odmianami)
- Laminaria discolor
- Laminaria ephemera
- Laminaria farlowii
- Laminaria fissilis
- Laminaria flagellum
- Laminaria gunneri
- Laminaria himanthophylla
- Laminaria hyperborea (także forma cucculata)
- Laminaria inclinatorhiza
- Laminaria japonica f. membranacea (podczas gdy właściwa L. japonica została przemianowana na Saccharina japonica)
- Laminaria lamourouxii
- Laminaria leptopoda
- Laminaria longipes (także odmiana longifolia)
- Laminaria lyrata
- Laminaria nigripes
- Laminaria ochroleuca
- Laminaria ophiura
- Laminaria pallida
- Laminaria palmata
- Laminaria papyrina
- Laminaria platymeris
- Laminaria pseudodigitata
- Laminaria punctata
- Laminaria remotifolia
- Laminaria rodriguezii
- Laminaria ruprechtiana
- Laminaria ruprechtii
- Laminaria saccharina f. agardhi, f. australis, f. borealis, var. viridissima, f. vittata (podczas gdy właściwa L. saccharina została przemianowana na Saccharina latissima)
- Laminaria sarniensis
- Laminaria setchellii
- Laminaria sinclairii
- Laminaria solidungula
- Laminaria turneri
- Laminaria viridissima
- Laminaria vittata
- Laminaria yezoensis